# البطولة الوطنية المجرية 1932–33
البطولة الوطنية المجرية 1932–33 (بالمجرية: 1932–1933-as magyar labdarúgó-bajnokság)‏ هو الموسم 30 من  البطولة الوطنية المجرية. أشرف على تنظيمه اتحاد المجر لكرة القدم، وكان عدد الأندية المشاركة فيه  12، وفاز فيه نادي أويبست.